# Walter Schmitt
Pour les articles homonymes, voir Schmitt.
Georg Heinrich Walter Schmitt (né le 11 octobre 1914 à Mayence et mort le 28 mars 1994 à Cochem) est un homme politique allemand de la CDU.

## Biographie
Schmitt étudie au Realgymnasium de Mayence, qu'il quitte en 1933 après avoir obtenu le diplôme d'études secondaires. Il est suivi d'un diplôme en sciences politiques et en droit, qu'il termine par un doctorat en 1938. Il est alors juge dans les tribunaux locaux d'Oppenheim, de Groß-Gerau, d'Osthofen et de Mayence. Après avoir servi pendant la guerre pendant la Seconde Guerre mondiale, il est nommé au tribunal régional de Mayence en 1946, où il occupe le poste de conseiller du tribunal régional. Un an plus tard, il rejoint le ministère de la Justice de Rhénanie-Palatinat en tant que membre du gouvernement. À partir de 1951, il dirige un département du ministère de l' Intérieur . En 1953, il entre à la Chancellerie d'État et est l'un des employés les plus proches de l'ancien Premier ministre Peter Altmeier, deux ans plus tard, il prend la direction et accède au poste de directeur ministériel. En juillet 1957, il est finalement nommé président régional du district administratif de Coblence. Il occupe ce poste pendant dix ans.

## Politique
En 1967, Schmitt passe à la politique. Cette année-là, il est élu pour la première fois au Landtag de Rhénanie-Palatinat. Il représente l'arrondissement de Cochem, plus tard Cochem-Zell. Jusqu'en 1983, il est membre du Landtag.

## Engagement
De 1968 à 1973, Schmitt est président de l'association régionale Rhénanie-Palatinat de l'Association allemande de protection des forêts, puis président d'honneur. En 1973, il est élu président de l'Association régionale de Rhénanie-Palatinat de la Croix-Rouge allemande. Après avoir quitté ses fonctions, il en est le président d'honneur à partir de 1990. Il participe à la création du groupe d'amitié Rhénanie-Palatinat / Bourgogne et en est le vice-président pendant plusieurs années. Il est également membre du conseil d'administration de l'Institut d'histoire européenne de Mayence.

## Honneurs
- 1967: Officier de l'Ordre du Mérite de la République fédérale d'Allemagne
- 1968: Décoration d'honneur de la Croix-Rouge allemande
- 1969: Officier de l'Ordre des Palmes Académiques
- 1975: Commandeur de l'Ordre du Mérite de la République fédérale d'Allemagne
- 1983: Grand officier de l'Ordre du Mérite de la République fédérale d'Allemagne
- 1989: Ordre du Mérite de Rhénanie-Palatinat
- 1992: Médaille d'honneur d'or de l'Association de partenariat Rhénanie-Palatinat / Bourgogne